# Anarchopterus criniger
Anarchopterus criniger är en fiskart som först beskrevs av Bean och Dresel 1884.  Anarchopterus criniger ingår i släktet Anarchopterus och familjen kantnålsfiskar. Inga underarter finns listade i Catalogue of Life.